# Jakob von Neuhaus
Jakob Neuhaus (Taufname: Heinrich Jacob), seit 1915 von Neuhaus (* 30. April 1853 in Krefeld; † 1. Dezember 1921 in  Naumburg) war ein  preußischer Landrat.

## Leben

### Herkunft und Familie
Jakob von Neuhaus wurde als Sohn der Eheleute Karl August von Neuhaus (Färbereibesitzer) und Maria Blasberg geboren. Er heiratete am 8. Februar 1881 in Bonn Klara Luise Scheibler (* 1860; † 1933), Tochter von Guido Scheibler (Seidenfabrikant) und Emilie Auguste Winnertz. Das Ehepaar hatte sieben Kinder, darunter Tochter Clothilde (* 1884; † 1945), die den General Hans Petri heiratete, oder Tochter Hertha, welche den Gutsbesitzer und Fideikommissherrn Paul von Richter (* 1876; † 1917), auf Neundorf und Zessin (Rügen), ehelichte. Der Sohn Hans, auch Hans Joachim, wurde Diplomat. Hertha von Richter, geb. von Neuhaus, nahm sich mit mehreren Personen im Mai 1945 das Leben.

### Beruflicher Werdegang
Nach dem Reifezeugnis an der Realschule I. Ordnung in Krefeld ging er als Lehrling in den väterlichen Betrieb und studierte an der Berlin von Oktober 1872 bis 1874 Chemie, Physik und Nationalökonomie. Nach dem Abitur im Februar 1875 am Gymnasium Herford studierte er an der Universität Berlin vier Semester Jura, legte am 28. Juni 1878 die Prüfung zum Gerichtsreferendar beim Kammergericht Berlin mit dem Ergebnis „vorschriftsmäßig“ ab und wurde am 31. August 1878 als Gerichtsreferendar am Appellationsgericht Köln vereidigt. Er promovierte zum Doctor iuris utriusque. Am 13. November 1880 folgte die Ernennung zum Regierungs-Referendar bei der Bezirksregierung Köln und am 1. Juli 1884 wurde er nach mit „gut“ bestandener Prüfung zum Gerichtsassessor ernannt. Kurz darauf kam die Überweisung an die Bezirksregierung Merseburg.
Der Kreistag Hattingen verzichtete am 18. Dezember 1885 einstimmig auf sein Vorschlagsrecht und bat um seine Ernennung zum Landrat, die dann am 22. Februar 1886 definitiv wurde. Das Amt des Landrats des Kreises Hattingen übte er bis zum 22. Juli 1892 aus, als er an das preußische  Handelsministerium zur kommunalen Beschäftigung überwiesen wurde. Hier folgte am 18. November 1892 die Ernennung zum Geheimen Regierungs- und Vortragenden Rat. 1900 wurde er zum Direktor der Abteilung für das gewerbliche Unterrichtswesen und die Gewerbeförderung ernannt. Auf eigenen Wunsch wurde er 1914 aus Gesundheitsgründen aus dem Staatsdienst entlassen.
Seinen Militärdienst leistete er als „Einjährig-Freiwilliger“ beim 2. Garde-Ulanen-Regiment in Berlin und war Leutnant der Reserve beim  Rheinischen Ulanen-Regiment Nr. 7.

## Ehrungen
- Mitglied des Provinziallandtags
- Landwehrdienstauszeichnung II. Klasse
- Roter Adlerorden II. Klasse mit Eichenlaub
- Wirklicher Geheimer Rat
- Exzellenz
- Erhebung in den erblichen preußischen Adelsstand (1916)[2]

## Genealogie
- Hans Friedrich von Ehrenkrook, Friedrich Wilhelm Euler, Jürgen Thiedicke von Flotow-Stuer, Walter von Hueck, u. a.: Genealogisches Handbuch der Adeligen Häuser, B (Briefadel / nach 1400 nobilitiert), Band IV, Band 20 der Gesamtreihe GHdA. Hrsg. Deutsches Adelsarchiv. C. A. Starke, Limburg an der Lahn 1959, ISSN 0435-2408, S. 354–355.
- Gothaisches Genealogisches Taschenbuch der Adeligen Häuser. Zugleich Adelsmatrikel der D.A.G. Teil B (Briefadel). 1941. 33. Jahrgang, Justus Perthes, Gotha 1940, S. 385. Siehe: FamilySearch (Kostenfrei).
- Gothaisches Genealogisches Taschenbuch der Briefadeligen Häuser. 1917. 11. Jahrgang, Justus Perthes, Gotha 1916, S. 622 f.